# Medalla de la Campanya Asiàticopacífica
La Medalla de la Campanya Asiàtica-Pacífica (anglès:Asiatic-Pacific Campaign Medal) és una condecoració de campanya dels Estats Units, atorgada a qualsevol membre de l'Exèrcit dels Estats Units que servís al Teatre del Pacífic durant la Segona Guerra Mundial. Va ser creada pel President Franklin D. Roosevelt mitjançant l'Ordre Executiva 9265, del 6 de novembre de 1942, i anunciada al Butlletí del Departament de Guerra 56 de 1942.
Era torgada a qualsevol membre de les Forces Armades dels Estats Units que servís entre el 7 de desembre de 1941 i el 8 de novembre de 1946 en alguna de les zones prescrites (a partir de l'est d'Alaska, l'oceà Pacífic i fins a la frontera oriental d'Iran i el Golf d'Oman: Alaska, Hawaii, les Filipines, Austràlia, Nova Zelanda i tota Àsia), sota les següents condicions:
- Destinació permanent
- En un estatus de 30 dies consecutius o 60 alterns
- En guanyar una condecoració per estar en combat actiu contra l'enemic o haver estat general en cap d'un cos, una unitat major o una força independent que va participar en combat.

Durant tota la II Guerra Mundial només s'exhibí com a galó, i no va ser fins al 1947 en què s'autoritzà com una medalla completa. El primer receptor va ser el General de l'Exèrcit Douglas MacArthur, el 17 de desembre de 1947.
Va ser dissenyada per Thomas Hudson Jones; i el revers va ser dissenyat per A.A. Weinman, repetint el disseny de la Medalla de la Campanya Europea-Africana-Orient Mitjà i de la Medalla de la Campanya Americana.
Una estrella de bronze indica la participació en una campanya. Una punta de fletxa de bronze a la cinta indica la participació en un salt de combat de paracaigudistes, aterratge en un planador o assalt amfibi.
Les campanyes assignades per optar a aquesta condecoració són:
- Illes Filipines (7-12-1941 / 10-5-1942)
- Birmània 1942 (7-12-1941 / 26-5-1942)
- Pacífic central (7-12-1941 / 22-7-1942)
- Índies orientals (1-1-1942 / 22-7-1942)
- Índia - Birmània (2-4-1942 / 28-1-1945)
- Ofensiva aèria sobre el Japó (17-4-1942 / 2-9-1945)
- Illes Aleutiànes (3-6-1942 / 24-8-1943)
- Defensa de la Xina (4-7-1942 / 4-5-1945)
- Papua (23-7-1942 – 23-1-1943)
- Guadalcanal (7-8-1942 /21-2-1943)
- Nova Guinea (24-1-1943 / 31-12-1944)
- Nord de les Illes Salomó (22-1-1943 / 21-11-1944)
- Mandats Orientals (7-12-1943 /14-6-1944)
- Arxipèlag Bismarck (15-12-1943 / 27-11-1944)
- Pacífic Occidental (17-4-1944 / 2-9-1945)
- Leyte (17-10-1944 / 1-7-1945)
- Luzon (15-12-1944 / 4-7-1945)
- Birmània central (29-1-1945 / 15-7-1945)
- Filipines del Sud (27-2-1945 / 4-7-1945)
- Ryukyus (26-3-1945 / 2-7-1945)
- Ofensiva de la Xina (5-5-1945 / 2-9-1945)
- Guerra antisubmarina (7-12-1941 / 2-9-1945)*
- Combat de terra (7-12-1941 / 2-9-1945)*
- Combat aeri (7-12-1941 / 2-9-1945)*

(* Aquestes campanyes no s'exhibeixen a les banderes de l'exèrcit)

## Disseny
Una medalla de bronze de 33mm de diàmetre. A l'anvers apareix una escena de desembarcament al tròpic amb un cuirassat, un portaavions, un submarí i un avió al fons amb tropes de desembarcament i palmeres amb la inscripció "ASIATIC PACIFIC CAMPAIGN". Al revers, apareix l'àliga dels Estats Units entre les dates "1941-1945" i la inscripció "UNITED STATES OF AMERICA".
Se suspèn d'un galó groc. Al mig apareix una franja blau, blanc i vermell pel galó de la Medalla del Servei de Defensa Americana, i es refereix a la defensa americana després de Pearl Harbor. Als costats apareixen tres franges blanc-vermell-blanc, els colors de la bandera del Japó.